# 武大定
武大定（?—?），号黄巢，明朝末年将领，陕西承宣布政使司清涧县（今陕西省清涧县）人。
武大定在明末民变時为小红狼别部，他斩杀刘哲，投降孙传庭。武大定跟随贺人龙征战，从守备升为副总兵。清兵入塞，武大定勤王受伤，贺人龙被杀。得到孙传庭推荐後贺人龙之军由武大定率領。
李自成攻下西安，招降武大定。1645年（弘光元年），清军入关中，武大定归顺清朝。十二月十七日晚上，凤翔县城驻防副将武大定、石国玺率部响应，贺珍一度占领凤翔县。十二月二十二日，武大定杀本镇总兵何世元、固元兵备道吕鸣夏等，同孙守法等一道抗清，奉明朝宗藩秦王朱存枢第四子为秦王，以资号召，围攻省会西安，一时声势颇盛。1646年（顺治三年）正月，清廷大军到来，贺珍、武大定、孙守法等部转移到兴安一带。清廷先后派何洛会、肃亲王豪格统领大军入陕。1646年八月，武大定败于兴安境内，隆武帝派使封临潼伯。武大定屯兵仇池，观察仇池山地势，感慨着说：“典午（司马）中衰，五胡乱华，杨茂搜建仇池国。遥奉晋正朔，传国几二百年，我生不辰，欲居此避难”。武大定收复文县，又和贺珍收复阶州（今甘肃武都）。豪格率大军攻破仇池山，武大定退守紫阳三台山，率三千人突围。1647年（永历元年），武大定由通江西走广元，收服利州卫世袭指挥同知张颠部众一千五百人，和王命臣收复顺庆府（今四川南充）、龙安府（今四川平武）。1648年（永历二年），武大定攻宁羌，永历帝之后下诏给占据四川各地的军阀封爵，赵荣贵为定随侯，王祥为荣昌侯，袁韬为定西侯，杨展为广元伯，李占春为綦江伯，于大海为武隆伯，侯天锡为永宁伯，武大定为靖远伯。武大定与于大海、李占春、袁韬、王光兴、王友进、王昌、王祥等部诸营兵马号称忠开营。
1649年（顺治六年，永历三年）五月，武大定与赵荣贵合兵龙安。赵荣贵派人来迎请秦王，武大定想要捕杀赵荣贵，吞并他的部众。秦王知道赵荣贵实意抗清复明，就把武大定计划和盘托出。赵荣贵于是对武大定感到厌恶，拒绝接纳武大定。武大定知道奸计被识破，连夜取道彰明（在今四川江油县与绵阳市之间），攻绵州（今四川绵阳）、梓潼，又攻广元失败，走富顺，武大定部众饥疲不堪，奔到富顺投靠袁韬。军至顺庆，打算再出汉中府，被清军阻挡，于是从顺庆走涪州（今重庆涪陵）。川北巡抚李乾德在袁韬营中，武大定成为李乾德的心腹，晋升犁庭侯。由于饥荒，杨展救济武大定与袁韬，于是三人结为兄弟。杨为长，袁次之，武又次之。武大定驻青神。李乾德挑唆三人关系，袁韬与武大定密谋定计，以七月二十六日袁韬生日为名邀请杨展赴犍为庆贺。杨展带了三百名士卒前往犍为赴宴，在筵席上被袁、武擒杀，二人随即发兵突袭嘉定。十二月二十四日，袁、武军队攻入嘉定府（今四川乐山）。九月，移屯眉州（今四川眉山）。
1651年（永历五年），孙可望派刘文秀攻嘉定府，武大定亲率全营赴雅州（今雅安），八月，刘文秀指挥的军队在荣经县鹿角坝全歼武大定精锐，武大定连夜逃回嘉定。武大定、袁韬、李乾德抱头痛哭，放火烧毁嘉定城内房舍，次日早晨弃城逃走。武大定走了七天到达井研、仁寿，想要投奔茂州（今四川茂县）的朱化龙，又担心他杀害杨展的事情为其不容。刘文秀一天之内就赶到仁寿县。袁韬、李乾德被活捉，押回嘉定。武大定带领十余骑落荒而逃。刘文秀命武大定之子武国治、侄儿武国用招回武大定，以礼相待。免袁韬死罪，李乾德和弟弟李九德在犍为县投水而死。孙可望命武大定充护卫。1655年（永历九年）五月二十三日丙午，刘文秀、马进忠与武大定等攻常德，不克。
1657年（永历十一年），孙可望和李定国内讧，曲靖之战，武大定与马宝做李定国军的内应。1658年（永历十二年），孙可望降清，武大定作为孙可望的同党，降爵为伯。昆明陷落，武大定跟随永历帝西逃，投奔白文选，调解白文选和李定国的矛盾，后归降清朝。